# Garcinia buchananii
Garcinia buchananii är en tvåhjärtbladig växtart som beskrevs av John Gilbert Baker. Garcinia buchananii ingår i släktet Garcinia och familjen Clusiaceae. Inga underarter finns listade i Catalogue of Life.